# Miszlay István
Miszlay István (Csorvás, 1930. november 18. – Budapest, 2005. november 14.) Jászai Mari-díjas magyar rendező, színházigazgató, színházalapító, érdemes művész.

## Élete
Miszlay István 1930. november 18-án született Csorváson Miszlay István és Gelegonya Zsuzsanna gyermekeként.
1949 és 1951 között az ELTE Lenin Intézetének diákja volt. 1951-től 1955-ig a Színház- és Filmművészeti Főiskola rendező szakán tanult.
1955-1959 között a kaposvári Csiky Gergely Színházban dolgozott. 1959-1962 között a Szigligeti Színház rendezője volt. 1962-1973 között a Békés Megyei Jókai Színház rendezője, 1966-1969 között főrendezője, 1969-1973 között pedig igazgatója volt. 1963-tól a Gyulai Várszínház alapító művészeti vezetője volt. 1973-1976 között a kecskeméti Katona József Színház igazgatójaként dolgozott. 1976-1982 között a József Attila Színház első embere volt. 1982-1990 között a Népszínház igazgatója volt. 1990-ben nyugdíjba vonult. 1974-ben a kecskeméti Kelemen László Kamaraszínház, 1984-ben pedig az Asbóth utcai Kisszínpad létrehozója volt. A rövid életű Óbudai Kamaraszínházat szintén ő alapította, abban az időszakban amikor a József Attila Színházat vezette.

## Magánélete
1976-ban feleségül vette Lányi Évát. Egy lányuk született, Éva (1981).

## Színházi rendezéseiből
- Sárközy Gy.: Dózsa
- Csiky Gergely: Mákvirágok
- Dobozy I.: Holnap folytatjuk
- Hugo: Hernani
- Szigligeti Ede: Béldi Pál
- Madách Imre: Csák végnapjai
- Wolf: Papírvirágok
- Jékely Zoltán: Fejedelmi vendég

## Filmjei
- Sándor, József, Benedek
- A három kövér (1983)
- A zöld torony (1985)
- A nap lovagja (1987)

## Díjai
- Justh Zsigmond-díj
- Jászai Mari-díj (1966)
- Érdemes művész (1988)
- Darvas József-díj (1989)

## Külső hivatkozások
- Terasz.hu Archiválva 2017. március 31-i dátummal a Wayback Machine-ben
- Magyar Televízió
- Miszlay István a PORT.hu-n (magyarul)
- Miszlay István az Internet Movie Database oldalon (angolul)
- Magyar színházművészeti lexikon
- Színházi adattár. Országos Színháztörténeti Múzeum és Intézet. (Hozzáférés: 2025. március 19.)